# York United FC
A York United FC egy kanadai labdarúgócsapat, amelynek székhelye az Ontario állambeli Toronto városában található. A klub 2019 óta a kanadai első osztályban, a Canadian Premier League-ben szerepel. Hazai mérkőzéseit a 4 000 néző befogadására alkalmas York Lions Stadionban játssza.

## Játékoskeret
2023. június 28. szerint.
| #  |        | Poszt | Név                |
| -- | ------ | ----- | ------------------ |
| 1  | CAN    | K     | Niko Giantsopoulos |
| 2  | CAN    | V     | Paris Gee          |
| 3  | AUS    | V     | Tass Mourdoukoutas |
| 6  | CAN    | V     | Roger Thompson     |
| 7  | Guyana | V     | Jonathan Grant     |
| 8  | ENG    | KP    | Elijah Adekugbe    |
| 9  | CAN    | CS    | Brian Wright       |
| 10 | NED    | KP    | Oussama Alou       |
| 11 | POR    | KP    | Kévin dos Santos   |
| 12 | CAN    | KP    | Clément Bayiha     |
| 14 | CAN    | CS    | Theo Afework       |

| #  |         | Poszt | Név                    |
| -- | ------- | ----- | ---------------------- |
| 16 | CAN     | KP    | Max Ferrari            |
| 18 | SYR     | CS    | Molham Babouli         |
| 21 | CAN     | KP    | Michael Petrasso       |
| 22 | CAN     | CS    | Austin Ricci           |
| 23 | CAN     | V     | Noah Abatneh           |
| 24 | USA     | CS    | Osaze De Rosario       |
| 28 | CAN     | KP    | Jérémy Gagnon-Laparé   |
| 32 | Libéria | V     | Brem Soumaoro          |
| 33 | CAN     | KP    | Matthew Baldisimo      |
| 67 | CAN     | K     | Eleias Himaras         |
| 70 | UKR     | KP    | Markijan Vojcekovszkij |

## Vezetőedzők
| Név                          | Évek                                  |
| ---------------------------- | ------------------------------------- |
| Jim Brennan                  | 2018. július 27. – 2021. november 23. |
| Martin Nash                  | 2021. december 21. – 2024. május 21.  |
| Mauro Eustáquio (ideiglenes) | 2024. május 21. – június 4.           |
| Benjamín Mora                | 2024. június 4. – november 10.        |
| Mauro Eustáquio              | 2024. november 21. – jelenleg is      |

## További hivatkozások
- Hivatalos honlapja